# Communauté de communes du Nord Champenois
Die Communauté de communes du Nord Champenois war ein französischer Gemeindeverband mit der Rechtsform einer Communauté de communes im Département Marne in der Region Grand Est. Sie wurde am 1. Januar 2014 gegründet und umfasste zwölf Gemeinden. Der Verwaltungssitz befand sich im Ort Cauroy-lès-Hermonville.

## Historische Entwicklung
Der Gemeindeverband entstand 2014 aus der Fusion der Vorgängerorganisationen
- Communauté de communes de la Colline,
- Communauté de communes de la Petite Montagne,
- Communauté de communes des Deux Coteaux und
- Communauté de communes du Massif.

Der Gemeindeverband wurde am 1. Januar 2017 mit den Communautés de communes Beine-Bourgogne, Vallée de la Suippe, Rives de la Suippe, Fismes Ardre et Vesle, Champagne Vesle und Vesle et Coteaux de la Montagne de Reims sowie Teilen der Communauté de communes Ardre et Châtillonnais, zudem der Communauté d’agglomération Reims Métropole zur neu gegründeten Communauté urbaine du Grand Reims zusammengeschlossen.

## Ehemalige Mitgliedsgemeinden
1. Berméricourt
2. Brimont
3. Cauroy-lès-Hermonville
4. Cormicy
5. Courcy
6. Hermonville
7. Loivre
8. Merfy
9. Pouillon
10. Saint-Thierry
11. Thil
12. Villers-Franqueux